# OTO Mod. 42
OTO Mod. 42 — разработанная в 1942 году ручная противотанковая граната, находившаяся на вооружении итальянской армии во время Второй мировой войны.

## История
Армия итальянского королевства вступила в войну, не имея противотанковых гранат отечественного производства. Только в 1942 году были разработаны два образца: фугасная Breda Mod. 42 и зажигательная OTO Mod. 42.

## Устройство
Идея конструкции появилась после изучения опыта боевых действий, во время которых солдаты итальянской армии пытались получить зажигательную гранату, комбинируя обычные гранаты обр. 1935 года с бутылками с горючей жидкостью.
В верхней части получившегося в результате этих изысканий устройства расположен запал гранаты OTO Mod. 35, который посредством имеющейся на нём резьбы крепится к алюминиевой трубке, а та, в свою очередь, к стеклянной ёмкости, содержащей горючую смесь для огнемёта и бензин.
В ходе применения горючая жидкость растекается по цели либо в результате механического разрушения разбившейся ёмкости, и воспламеняется после срабатывания запала.
Гранату рекомендовалось метать в места расположения воздухозаборников двигателей и смотровых щелей, чтобы смесь успела растечься до момента воспламенения.
Недостатком гранаты был небольшой (600 см³) объём огнесмеси, в связи с чем указывалось на предпочтительное использование в сочетании с 1-1,5 л. бутылками.